# スーダンの都市の一覧

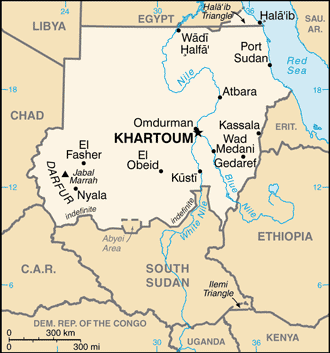
スーダンの地図

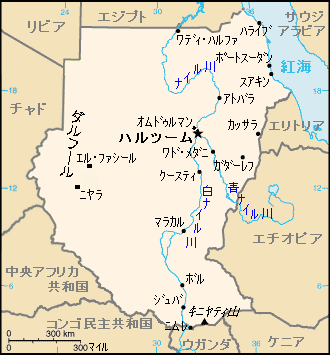
スーダンの地図（南スーダン共和国の独立前）

スーダンの都市の一覧。首都・最大都市はハルツーム。

## 人口上位10都市(2012年)
| 順位 | 都市                     | アラビア語   | 人口      | 県               | 地方           |
| ---- | ------------------------ | ------------ | --------- | ---------------- | -------------- |
| 1.   | ハルツーム               | الخرطوم      | 5,185,000 | ハルツーム州     | ハルツーム地方 |
| 2.   | オムドゥルマン           | أم درمان     | 2,395,159 | ハルツーム州     | ハルツーム地方 |
| 3.   | アル・ハルツーム・バフリ | الخرطوم بحري | 1,626,638 | ハルツーム州     | ハルツーム地方 |
| 4.   | ニャラ                   | نيالا        | 532,183   | 南ダルフール州   | ダルフール     |
| 5.   | ポートスーダン           | بور سودان    | 474,373   | 紅海州           | カッサラ地方   |
| 6.   | カッサラ                 | كسلا         | 419,031   | カッサラ州       | カッサラ地方   |
| 7.   | オベイド                 | الأبيض       | 418,280   | 北コルドファン州 | コルドファン   |
| 8.   | コスティ                 | كوستي        | 364,331   | 白ナイル州       | 青ナイル地方   |
| 9.   | ガダーレフ               | القضارف      | 363,945   | ガダーレフ州     | カッサラ地方   |
| 10.  | ワドメダニ               | ودمدني       | 345,291   | ジャジーラ州     | 青ナイル地方   |

## その他の都市
- アトバラ
- アビエイ
- エル＝ファーシル
- カシム・エル・ジルバ
- カルタゴ
- ジュナイナ
- センナール
- ディンダー
- ドンゴラ
- ナフド
- ハライブ
- ヘグリグ
- メロウェ
- ワジハルファ